# Diplotaxis incisa
Diplotaxis incisa är en skalbaggsart som beskrevs av Patricia Vaurie 1960. Diplotaxis incisa ingår i släktet Diplotaxis och familjen Melolonthidae. Inga underarter finns listade i Catalogue of Life.